# Čchi-lien-šan
Čchi-lien-šan (čínsky 祁连山) známé dříve také jako Richthofenovo pohoří, je společně s pohořím Altyn-tagh (Zlaté hory) severním bradlovým pásmem pohoří Kchun-lun-šan. Tvoří hranici mezi provinciemi Čching-chaj a Kan-su v severozápadní Číně. Pohoří se zdvíhá jižně od města Tun-chuang, načež se táhne nějakých 800 km směrem na jihovýchod a tvoří tak severovýchodní okraj Tibetské náhorní plošiny, Čchingchajsko-tibetskou plošinu, jakož i jihozápadní okraj Kansuského koridoru, jímž procházela severní větev Hedvábné stezky.
Čchi-lien-šan bylo  dříve v evropských jazycích známé jako Richthofenovo pohoří, pojmenované po německém geografovi a cestovateli Ferdinandu von Richthofenovi (1833–1905), který v zeměpisu a historiografii prosadil termín „Hedvábná stezka“.

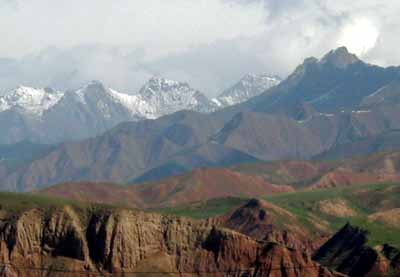
Čchi-lien-šan v okrese Čchi-lien v provincii Čching-chaj

Pohoří Čchi-lien-šan bývalo taktéž spolu s pohořím Altyn-Tagh nazýváno Nan-šan neboli Jižní hory, protože obě horská pásma ležela na jih od hlavní trasy Hedvábné stezky. Dalo též jméno okresu Čchi-lien v provincii Čching-chaj.